# زیررده دم‌اسبی‌ها
زیررده دم‌اسبی‌ها (نام علمی: Equisetidae) نام یک زیررده از رده رده دم‌اسبی است.